# Reliquie di Maometto

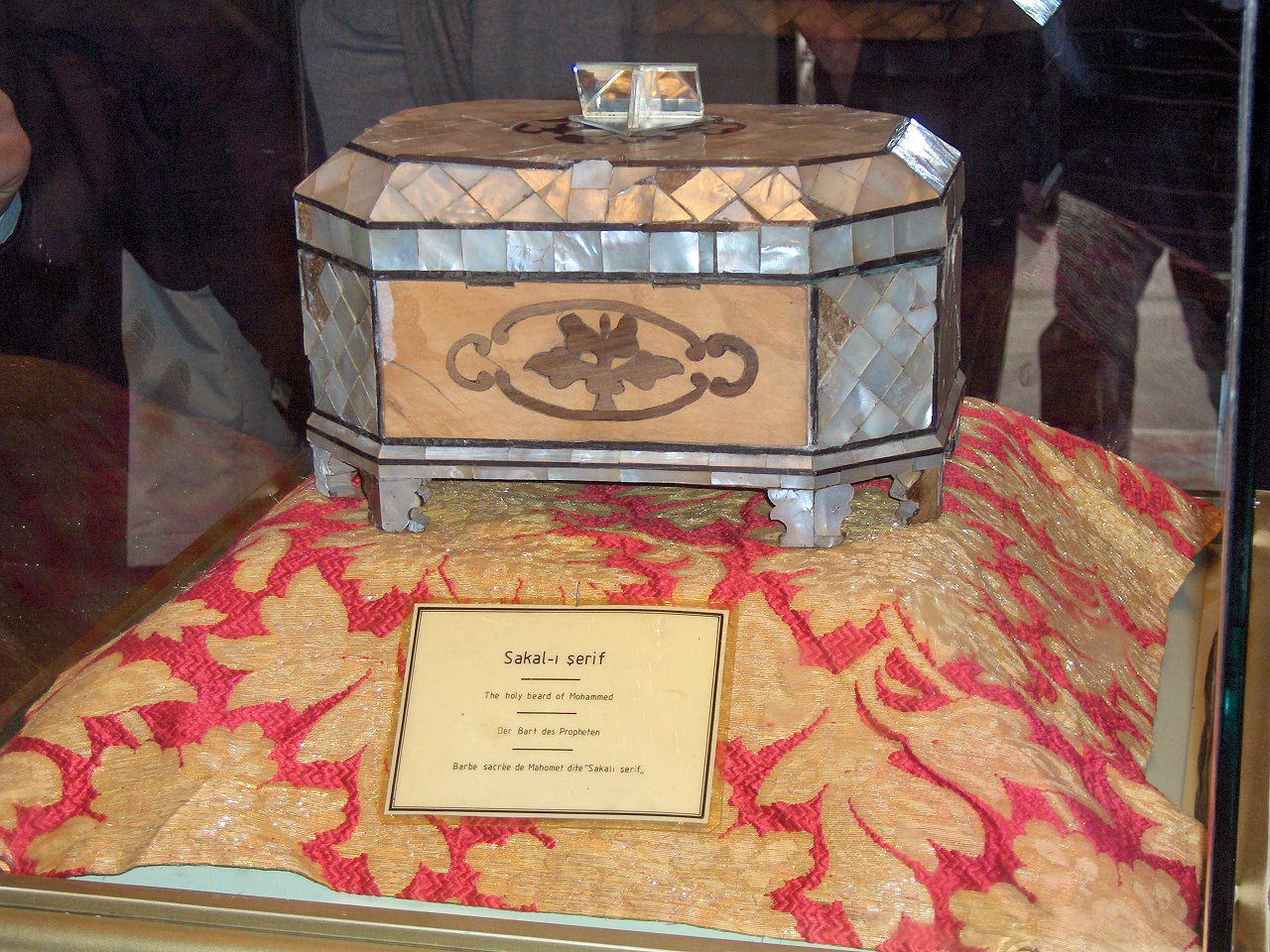
Cofanetto con una parte della barba di Maometto.Mausoleo di Mevlana, Konya, Turchia

Per reliquie di Maometto si intendono oggetti o parti del suo corpo che vengono attribuite al Profeta dell'Islam.

## Storia
Tradizionalmente, l'Islam ha avuto una ricca storia di venerazione delle reliquie, in particolare di quelle attribuite al profeta islamico Maometto. Esistono prove storiche che alcuni dei primi musulmani praticarono la venerazione delle reliquie e la pratica continuò, in molte parti del mondo islamico sunnita, fino al XVIII secolo, quando i movimenti di riforma del salafismo e del wahhabismo iniziarono a condannare fermamente tali pratiche dovute al loro collegamento con il peccato di shirk (idolatria). Come risultato dell'influenza di queste prospettive, alcuni musulmani contemporanei influenzati da queste ideologie, hanno respinto del tutto la tradizionale pratica della venerazione delle reliquie. Si ritiene che le reliquie profetiche più autentiche siano quelle ospitate nel Palazzo di Topkapı di Istanbul, in una sezione conosciuta come Hirkai Serif Odasi (Camera del Santo Mantello).
L'atteggiamento tradizionale sunnita nei confronti delle reliquie è sinteticamente riassunto nelle parole dell'hadith del maestro del XIV secolo, Al-Dhahabi, che disse appassionatamente durante una predica: "Ad Ahmad ibn Hanbal è stato chiesto di toccare la tomba del Profeta e di baciarla e non vi ha trovato nulla di sbagliato. Suo figlio 'Abd Allāh riferì che il padre aveva detto. Se viene chiesto: "Perché i Compagni del Profeta non lo fecero?" Rispondiamo: 'Perché l'hanno visto con i loro occhi quando era vivo, hanno goduto direttamente della sua presenza, gli hanno baciato la mano, quasi si sono combattuti a vicenda per i resti della sua acqua di abluzione, hanno condiviso i suoi capelli purificati nel giorno del Grande Pellegrinaggio e anche se avesse sputato la sua saliva non sarebbe praticamente caduta se non nella mano di qualcuno in modo da potersela passare sul viso. Dal momento che non abbiamo avuto l'enorme fortuna di condividere questo, ci gettiamo sulla sua tomba come segno di impegno, riverenza e accettazione, anche per baciarlo. Non vedi che cosa fece Thābit al-Bunānī quando baciò la mano di Anas ibn Malik e se la mise sul viso dicendo: "Questa è la mano che ha toccato la mano del Messaggero di Dio?" I musulmani non si muovono su queste questioni se non per il loro estremo amore per il Profeta, poiché gli viene ordinato di amare Dio e il Profeta più delle loro stesse vite".
L'esploratore francese, del XVII secolo, Jean-Baptiste Tavernier scrisse delle sue discussioni con due tesorieri di Costantinopoli, che descrissero lo stendardo, il mantello e il sigillo. Due secoli dopo, Charles White scrisse del mantello, dello stendardo, della barba, del dente e dell'impronta di Maometto, l'ultima delle quali vide personalmente.

## Stendardo
Si credeva che lo stendardo di battaglia di Maometto, noto in turco come Sancak-ı iferif ("Sacro stendardo"), fungesse da sipario all'ingresso della tenda di sua moglie ʿĀʾisha. Secondo un'altra tradizione, lo stendardo era stato parte del turbante di Buraydah ibn al-Khasib, un nemico a cui era stato ordinato di attaccare Maometto, ma invece si inchinò a lui, srotolò il turbante e lo fissò sulla sua lancia, dedicando se stesso al servizio di Maometto.
Selim I lo acquistò dopo la conquista ottomana dell'Egitto e lo portò nella Grande Moschea di Damasco da dove veniva trasportato durante l'annuale pellegrinaggio di Ḥajj a La Mecca. Credendo nelle sue possibilità politiche, Murad III lo inviò in Ungheria come incentivo per il suo esercito.
Nel 1595, Mehmet III lo portò al Palazzo Topkapi, dove fu cucito assieme ad un altro stendardo, presumibilmente quello di Umar e insieme furono rinchiusi in un contenitore di palissandro, intarsiato con gemme tra cui pezzi di guscio di tartaruga e madreperla. Le chiavi dello scrigno erano tradizionalmente detenute dal Kizlar Agha.
Fu associato all'Impero ottomano ed esposto ogni volta che il Sultano o il gran visir apparivano sul campo di battaglia davanti all'esercito, come ad esempio nell'Incidente di buon auspicio del 1826 e all'inizio dell'entrata della Turchia nella prima guerra mondiale.
Tavernier riferì che la lancia fu tenuta fuori dalla camera da letto del Sultano, nel XVII secolo, e nel 1845, White affermò di averla vista appoggiata contro un muro vicino allo stendardo e che nel 1920 non si sapeva dove fosse andata a finire.

## Sacro mantello

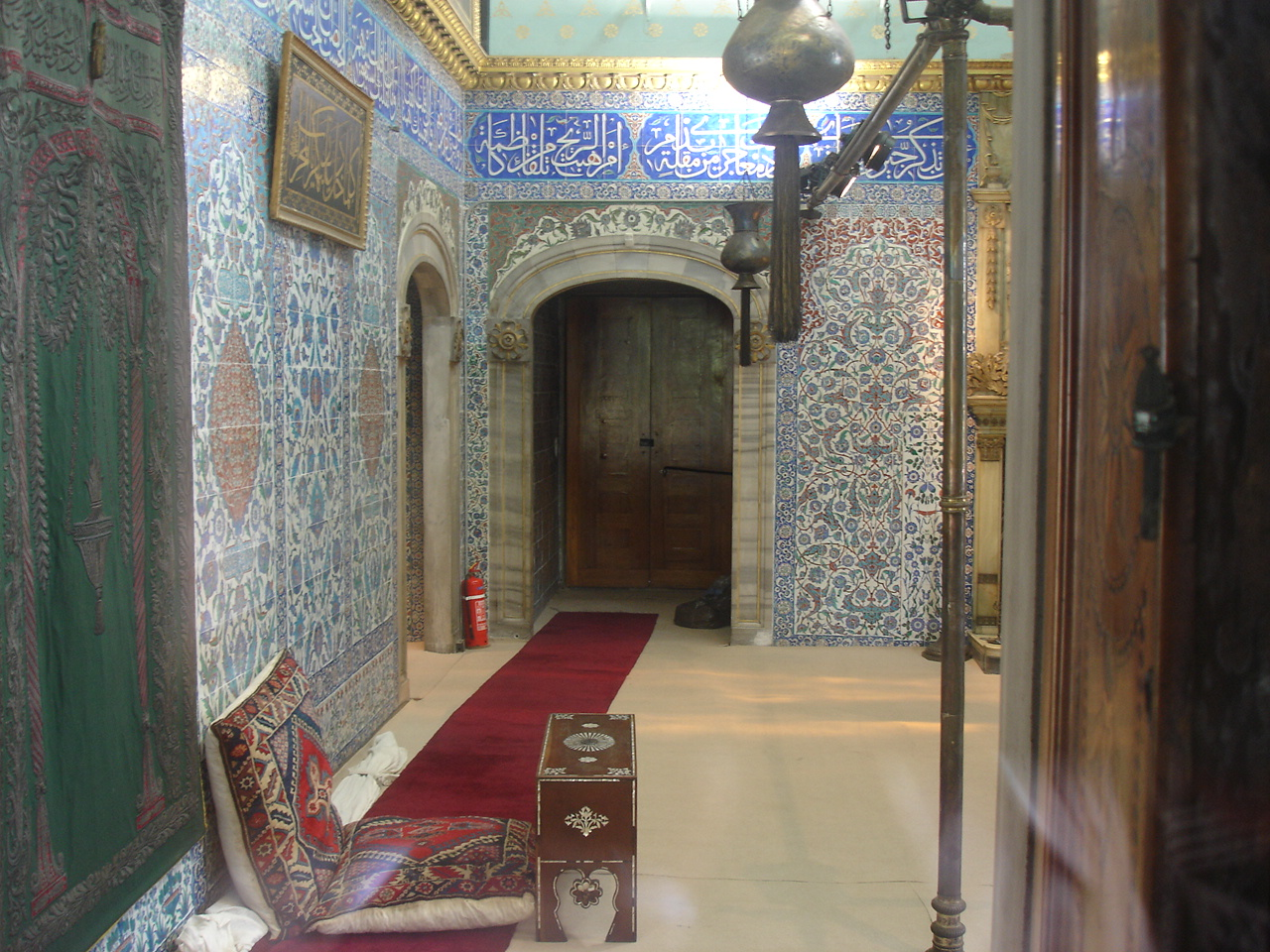
All'interno della camera del mantello benedetto

Il Sacro mantello, Hırka-i Şerif o Burda è un capo d'abbigliamento che è stato donato da Maometto a Ka'b ibn Zuhayr, e i cui figli vendettero a Muawiyah I, fondatore della dinastia omayyade. Dopo la caduta degli Omayyadi, il Mantello venne portato a Baghdad sotto gli Abbasidi, a Il Cairo sotto i Mamelucchi, e infine spostato da Selim I al Palazzo Topkapi nel 1595.
Il Poema del mantello è stato composto dall'Imam al-Busiri in lode di Maometto e del mantello stesso.
Tavernier lo descrisse come un camice bianco fatto di pelo di capra con maniche larghe, o un tessuto color crema con guarnizioni di lana nera.
(Jean-Baptiste Tavernier)

## Sigillo sacro
Il sigillo sacro, o Mühr-üerif in turco, fu descritto da Tavernier, il quale disse che era tenuto in una piccola scatola di ebano in una nicchia scavata nel muro ai piedi di un diwan nella stanza delle reliquie del Topkapi.
Il sigillo stesso era racchiuso in un cristallo, di circa 3"x4", con un bordo di avorio. Era stato usato di recente, nel XVII secolo, per timbrare dei documenti.
Il sigillo è un pezzo rettangolare di agata rossa, lungo circa 1 cm., con inciso الله / محمد رسول‎  (vale a dire Allah "Dio" nella prima riga e Muhammad rasūl  "Maometto, messaggero" nella seconda). Secondo la tradizione storiografica musulmana, il sigillo originale di Maometto fu ereditato da Abū Bakr, Umar e Uthman, ma perso da quest'ultimo in un pozzo a Medina. Si dice che Uthman abbia poi realizzato una copia del sigillo, e si presume che questo sigillo sia stato trovato durante la conquista di Baghdad (1534) e portato a Istanbul.

## Barba di Maometto
Conosciuta in lingua ottomana come Sakal-ıerif, si diceva che la barba fosse stata tagliata dalla faccia di Maometto dal suo barbiere preferito Salman il persiano alla presenza di Abu Bakr, Ali e molti altri. I singoli peli sono stati successivamente portati via, ma la barba stessa è conservata in un reliquario di vetro.

## Dente di Maometto
Maometto perse quattro denti nella battaglia di Uhud, dopo essere stato colpito da un'ascia da battaglia. Presumibilmente due dei denti furono persi, uno fu conservato al Topkapi e un altro fu trattenuto da Mehmed II.

## Sandali benedetti
I sandali benedetti, Nalain Shareef in urdu, sono stati tradizionalmente usati per ottenere le benedizioni di Maometto.

## Ciotola di Maometto
Una ciotola di 1400 anni addietro, usata da Maometto, dopo la sua morte fu conservata da sua figlia Fatima e da suo marito Ali, il quarto califfo e cugino di Maometto. Dopo la loro morte, la ciotola fu tenuta dai loro figli Hasan e Hussein. La ciotola venne tramandata di generazione in generazione dai discendenti di Maometto fino a quando raggiunse la Gran Bretagna. Il 21 settembre 2011 venne consegnata in Cecenia e ora è conservata nella moschea "Cuore della Cecenia", che prende il nome da Ahmad Haji Kadyrov a Groznyj.
Riguardo alla ciotola, Ibn Kathir, studioso islamico e commentatore del Corano, scrive nel suo libro Mogli del profeta Maometto:
(Ibn Kathir)

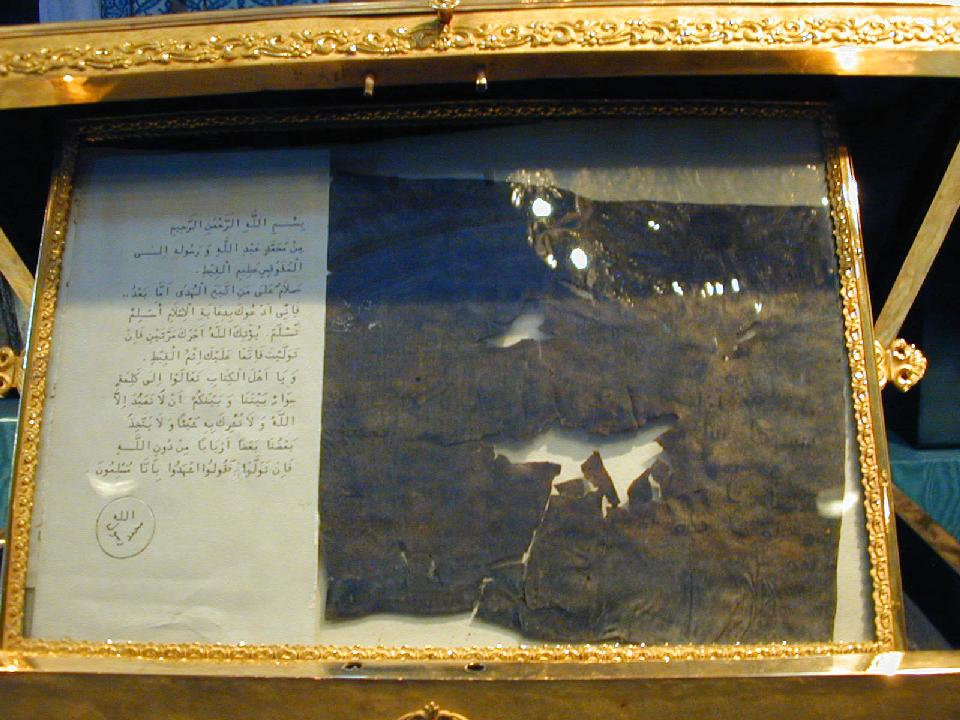
Lettera di Maometto ai Muqawqi d'Egitto, Museo del Palazzo di Topkapı, Istanbul
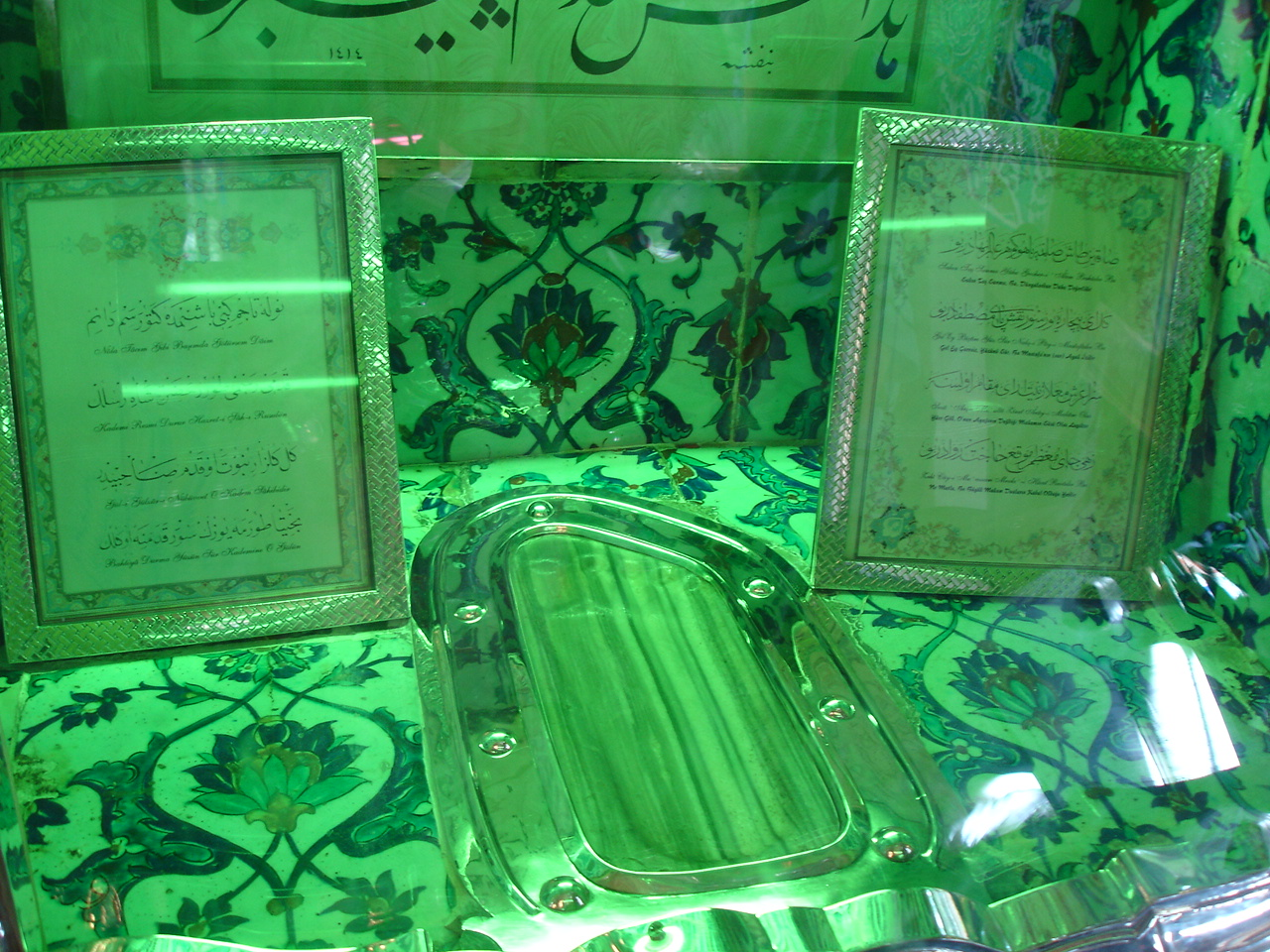
L'impronta di Maometto in mostra nella tomba del complesso della Moschea di Eyüp Sultan, Istanbul.

## Riferimenti hadithici alle benedizioni fisiche di Maometto
Numerosi hadith si riferiscono a benedizioni derivanti dal contatto fisico con la persona di Maometto o dei suoi fluidi corporei. Generalmente nell'Islam, Maometto è l'unica persona da cui le persone possono cercare benedizioni, attraverso il suo corpo, toccandolo o venendo in contatto con i suoi fluidi corporei.